# Saint-Lambert, Yvelines
Saint-Lambert là một xã của Pháp, nằm ở tỉnh Yvelines trong vùng Île-de-France.
Các xã giáp ranh:
- Magny-les-Hameaux,
- Milon-la-Chapelle
- Saint-Forget,
- Chevreuse,
- Dampierre-en-Yvelines,
- Le Mesnil-Saint-Denis.

## Hành chính
| Date d'élection                  | Identité               |
| -------------------------------- | ---------------------- |
| Dữ liệu trước năm 2001 không rõ. |                        |
| tháng 3 2001                     | Jean-Pierre le Métayer |

## Biến động dân số
| v. 1882                                          | 1990 | 1999 |
| ------------------------------------------------ | ---- | ---- |
|                                                  | 380  | 382  |
| Số liệu lấy từ năm 1982: Dân số không tính trùng |      |      |